# Herbert Bamlett
Herbert Bamlett (Gateshead, 1882. március 1. – 1941. október) angol labdarúgóedző és játékvezető.
1909-ben Bamlett vezette a Manchester United és a Burnley közötti negyedik fordulós FA-kupa-mérkőzést, de a 72. percben lefújta a meccset hóesés miatt. Az újrajátszást a United 3–2-re megnyerte, majd később elnyerte a trófeát, a csapat történetében először. Ezek mellett ő volt a játékvezető egy Anglia és Skócia között játszott 1914-es mérkőzésen is. A szezon végén, 32 évesen ő volt az 1914-es FA-kupa-döntő játékvezetője a Burnley és a Liverpool között.
Ugyanabban az évben, Bamlett átvette az Oldham Athletic csapatát menedzserként, ahol hét évig maradt, mielőtt kinevezte volna őt a Wigan Borough (1921–1923). Később vezette a Middlesbrough (1923–1926) csapatát is. Miután egy rövid szünetet tartott a labdarúgástól, a Manchester United kinevezte a csapat élére 1927 áprilisában. Négy évig maradt menedzserként, mielőtt az együttes úgy döntött, hogy nem hosszabbítja meg a szerződését, miután a csapat kiesett a bajnokságból. Abban az évben sorozatban 12 meccset veszített el a United és John Henry Davies halálát követően pénzügyi problémákba ütköztek.

## Statisztikák
| Csapat            | Ország | -tól            | -ig           | Teljesítmény | Teljesítmény | Teljesítmény | Teljesítmény | Teljesítmény |
| Csapat            | Ország | -tól            | -ig           | M            | Gy           | V            | D            | Gy %         |
| ----------------- | ------ | --------------- | ------------- | ------------ | ------------ | ------------ | ------------ | ------------ |
| Oldham Athletic   | Anglia | 1914. június    | 1921. május   | 127          | 44           | 48           | 35           | 34.65        |
| Wigan Borough     | Anglia | 1921.           | 1923.         |              |              |              |              |              |
| Middlesbrough     | Anglia | 1923. augusztus | 1926. január  | 109          | 30           | 52           | 27           | 27.52        |
| Manchester United | Anglia | 1927. április   | 1931. április | 182          | 57           | 82           | 43           | 31.32        |